# Palazzo della Corte (Barletta)
Il Palazzo della corte è un edificio in stile neoclassico di Barletta. Ha ospitato la sede municipale per circa 400 anni, dal 1540 al 1900.

## Storia
Il palazzo fu costruito nel 1540 per dare una sede alla "Universitas Barolitana", nome col quale nel Regno di Napoli era noto il moderno comune. Da fonti del periodo, nel 1769 l'edificio era molto malandato e fu perciò ristrutturato tra il 1770 e il 1790. Il palazzo assunse così une veste elegante e neoclassica.
Fino al 2019 ha ospitato il comando della polizia locale di Barletta e dal 2024 ospita il gabinetto del sindaco.

## Descrizione
La differenza stilistica tra il piano terra che risente del bugnato cinquecentesco con quattro portoni e quello superiore rifinito nel Settecento è notevole. L'ultimo piano presenta quattro finestre di forma rettangolare.